# Koo Bon-sang
Đây là một tên người Triều Tiên, họ là Koo.
Koo Bon-sang (tiếng Hàn: 구본상; sinh ngày 4 tháng 10 năm 1989) là một cầu thủ bóng đá Hàn Quốc thi đấu ở vị trí tiền vệ cho Ulsan Hyundai ở K League Classic.